# ساوت بنفلیت
ساوت بنفلیت (به انگلیسی: South Benfleet) یک شهرک در بریتانیا است که در اسکس واقع شده‌است.